# René Préval

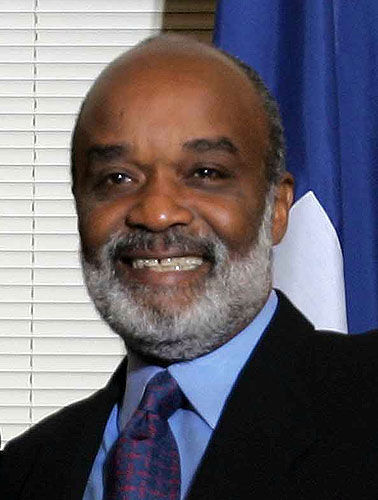
René Préval

René Garcia Préval (n. 17 ianuarie 1943, Port-au-Prince - d. 3 martie 2017) a fost un om de stat haitian. Prim-ministru în 1991, sub președinția lui Jean-Bertrand Aristide, a fost președinte al statului Haiti în perioada 7 februarie 1996 - 7 februarie 2001. A fost reales președinte al statului Haiti la 14 mai 2006.

## Originea, studiile și tinerețea
René Garcia Préval s-a născut la 17 ianuarie 1943 la Port-au-Prince, capitala statului Haiti. Tatăl său, Claude Préval era agronom. Fusese ministru al agriculturii în guvernul generalului Paul Magloire, predecesorul lui François Duvalier. Trebuind să părăsească Haiti, trecutul său politic făcându-l un potențial opozant al noului regim al lui „Papa Doc”, Claude Préval a lucrat pentru agenții ale Organizației Națiunilor Unite în Africa.
René Garcia Préval a studiat gestiunea în Belgia, la Gembloux, apoi la Universitatea din Louvain. De asemenea, el a studiat biologia la Universitatea din Pisa, în Italia.
După ce a petrecut câțiva ani la Brooklyn la New York, lucrând ocazional ca și chelner într-un restaurant, René Préval s-a întors în patria sa și a obținut un post la Institutul Național de Resurse Minerale. S-a implicat în lucrări asupra agriculturii din societatea haitiană. După câțiva ani, a deschis, împreună cu câțiva asociați, o brutărie. În timp ce își conducea societatea, a rămas activ în cercurile politice și în acțiunile caritative, furnizând pâine pentru orfelinatul părintelui salesian Jean-Bertrand Aristide, căruia i-a devenit foarte apropiat.
După alegerea lui Jean-Bertrand Aristide ca președinte la Haiti în 1990, Préval a devenit prim-ministru între 13 februarie și 11 octombrie 1991, plecând în exil, ca urmare a loviturii de stat militare de la 30 septembrie.

## Președinția

### Primul mandat de președinte
În 1996, René Préval a fost ales președinte pentru o perioadă de 5 ani, cu 88% din voturi. A îndeplinit funcția de președinte al statului Haiti de la 7 februarie 1996 la 7 februarie 2001.

### Al doilea mandat de președinte
La 7 februarie 2006, René Préval este candidat la alegerile prezidențiale, pentru un al doilea mandat, pe care îl câștigă, din primul tur de scrutin, cu 51,15 %. Proclamat învingător al alegerilor prezidențiale, la 16 februarie 2006, după un acord survenit între  guvernul interimar și comisia electorală, René Préval a fost investit în funcție la 14 mai 2006.

#### Cutremurul de pământ de la 12 ianuarie 2010

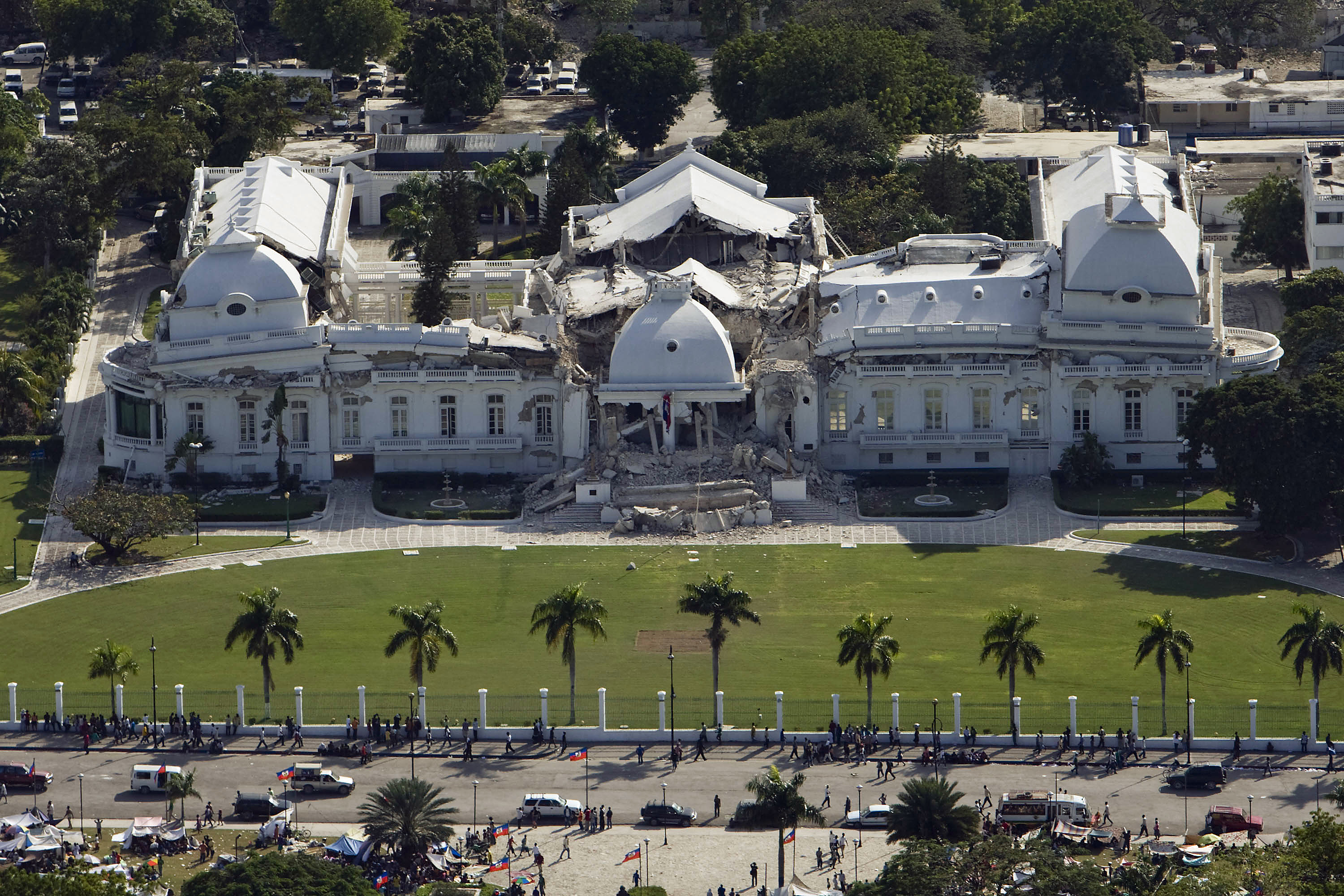
Palatul Naţional din Port-au-Prince după cutremurul de pământ din 12 ianuarie 2010

În seara zilei de 12 ianuarie 2010, orașul Port-au-Prince a fost lovit de un violent cutremur de pământ, care a distrus Palatul Național, reședința președintelui țării. După seism, care a provocat sute de mii de victime omenești și a distrus capitala, ambasadorul statului Haiti la Washington (Statele Unite ale Americii) a anunțat că președintele și soția sa ieșiseră indemni și că fuseseră transferați într-un loc sigur pe insulă.
Și-a încheiat al doilea mandat de președinte în mai 2011, când i-a urmat Michel Martelly.